# Broken English
Az 1979-es Broken English Marianne Faithfull nagylemeze. Az albumot Faithfull legjobb munkájának tartják, Fatihfull maga is „a mesterműnek” nevezi önéletrajzában. Az albumon hallható több slágere, például a The Ballad of Lucy Jordan, de leginkább a Why D’Ya Do It? visszhangja miatt nevezetes.
Az albummal egy időben jelent meg a The Ballad of Lucy Jordan kislemez, ezt 1980 januárjában követte a címadó Broken English. A Broken English album 57. lett az Egyesült Királyságban, és 82. Amerikában. Szerepel az 1001 lemez, amit hallanod kell, mielőtt meghalsz című könyvben.

## Az album dalai
|    | Cím                       | Szerző(k)                                                                  | Hossz |
| -- | ------------------------- | -------------------------------------------------------------------------- | ----- |
| 1. | Broken English            | Marianne Faithfull, Barry Reynolds, Joe Mavety, Steve York, Terry Stannard | 4:35  |
| 2. | Witches' Song             | Faithfull, Reynolds, Mavety, York, Stannard                                | 4:43  |
| 3. | Brain Drain               | Ben Brierley, Tim Hardin                                                   | 4:13  |
| 4. | Guilt                     | Reynolds                                                                   | 5:05  |
| 5. | The Ballad of Lucy Jordan | Shel Silverstein                                                           | 4:09  |
| 6. | What's the Hurry          | Joe Mavety                                                                 | 3:05  |
| 7. | Working Class Hero        | John Lennon                                                                | 4:40  |
| 8. | Why'd Ya Do It?           | Heathcote Williams, Reynolds, Mavety, York, Stannard, Faithfull            | 6:45  |

## Közreműködők
- Marianne Faithfull – ének
- Barry Reynolds – gitár
- Joe Mavety – gitár
- Steve York – basszusgitár
- Terry Stannard – dob
- Diane Birch
- Frankie Collins
- Jim Cuomo – szaxofon
- Isabella Dulaney
- Guy Humphries – gitár
- Morris Pert – ütőhangszerek
- Darryl Way – hegedű
- Steve Winwood – billentyűk

## Fordítás
Ez a szócikk részben vagy egészben a Broken English (album) című angol Wikipédia-szócikk ezen változatának fordításán alapul.  Az eredeti cikk szerkesztőit annak laptörténete sorolja fel. Ez a jelzés csupán a megfogalmazás eredetét és a szerzői jogokat jelzi, nem szolgál a cikkben szereplő információk forrásmegjelöléseként.